# Zoë Tapper
Zoë Tapper, née le 26 octobre 1981 à Bromley, Angleterre, est une actrice britannique.

## Biographie
Zoë Tapper, née le 26 octobre 1981 à Bromley, Angleterre. Elle a un frère, Jonathan.

### Vie privée
Elle est mariée depuis 2008 à Oliver Dimsdale. Ils ont une fille, Ava Dimsdale, née en avril 2011.

## Carrière
Elle débute au cinéma en 2004 dans Stage Beauty de Richard Eyre, aux côtés de Billy Crudup, Claire Danes, Rupert Everett et Tom Wilkinson. La même année, elle est présente dans les séries Hex : La Malédiction et Cutting It.
En 2005, elle joue dans le film Mrs. Palfrey at The Claremont et fait des apparitions à la télévision dans Jericho, Twenty Thousand Streets Under the Sky et ShakespeaRe-Told. L'année suivante, elle tourne dans These Foolish Things, ainsi que dans un épisode d'Hôtel Babylon et la mini-série Foyle's War.
En 2008, elle obtient le rôle principal du film Affinités de Tim Fywell et un rôle dans la série Survivors (dont la deuxième saison sera diffusée en 2010). L'année d'après, elle est présente dans les minis-séries Demons (avec Holliday Grainger) et Desperate Romantics (avec Aidan Turner, Tom Hollander, ou encore Rafe Spall). 
En 2012, elle joue dans le film de Nick Murphy : Blood aux côtés des acteurs Paul Bettany, Mark Strong,Brian Cox et Stephen Graham, mais dans trois autres films : The Grind de Rishi Opel, Cheerful Weather for the Wedding de Donald Rice et What You Will de Simon Reade. 
L'année suivante, elle est au casting de la série Mr Selfridge où est également présente Katherine Kelly, qui jouera par la suite dans la seconde saison de Liar : la nuit du mensonge. 
En 2014, elle apparaît dans un épisode de The Musketeers, puis en 2015 dans Inspecteur Lewis et la mini-série Valentine's Kiss. L'année d'après, elle fait son retour au cinéma après quatre ans d'absence dans Up the Junction de Lucy Collingwood. 
En 2017, elle décroche le rôle de Katy Sutcliffe dans Liar : la nuit du mensonge, elle y incarne la sœur de Laura Nielson, joué par Joanne Froggatt. Deux ans plus tard, elle est tête d'affiche du film d'horreur Zoo d'Antonio Tublen. 
En 2020, elle est présente dans la saison de Liar : la nuit du mensonge et joue dans un épisode de Grantchester, ainsi que les films Vores mand i Amerika de Christina Rosendahl et Big Boys Don't Cry de Steve Crowhurst, où elle partage l'affiche avec Michael Socha.

## Filmographie

### Cinéma
- 2004 : Stage Beauty de Richard Eyre : Nell Gwynn
- 2005 : Mrs. Palfrey at The Claremont de Dan Ireland : Gwendolyn
- 2006 : These Foolish Things de Julia Taylor-Stanley : Diana Shaw
- 2008 : Affinités de Tim Fywell : Selina Dawes
- 2010 : Baseline de Brendon O'Loughlin : Jessica
- 2012 : Blood de Nick Murphy : Jemma Venn
- 2012 : The Grind de Rishi Opel : Nancy
- 2012 : Cheerful Weather for the Wedding de Donald Rice : Evelyn Graham
- 2012 : What You Will de Simon Reade : Katie Reed
- 2016 : Up the Junction de Lucy Collingwood : Lily
- 2019 : Zoo d'Antonio Tublen : Karen
- 2020 : Vores mand i Amerika de Christina Rosendahl :
- 2020 : Big Boys Don't Cry de Steve Crowhurst : Anthea

#### Courts métrages
- 2019 : Stand Still d'Isabella Wing-Davey : Susannah
- 2020 : Natives de Síofra Campbell : Hayley

### Télévision

#### Séries télévisées
- 2004 : Hex : La Malédiction (Hex) : Gemma
- 2004 : Cutting It : Nanda Levigne
- 2005 : Jericho : Karen Gower
- 2005 : Twenty Thousand Streets Under the Sky (en) : Jenny Maple
- 2005 : ShakespeaRe-Told : Hermia
- 2006 : Hotel Babylon (Hotel Babylon) : Mme Radley
- 2006 : Foyle's War : Susan Davies
- 2007 : Miss Marple (Agatha Christie's Marple) : Kay Strange
- 2008 - 2010 : Survivors  : Anya Raczynski
- 2009 : Demons : Mina Harker
- 2009 : Desperate Romantics (en) : Effie Ruskin / Effie Millais
- 2010 : Coming Up (en) : Jennifer / Chloe
- 2011 : Zen : Donatella Pirotta
- 2013 : Mr Selfridge : Ellen Love
- 2014 : The Musketeers : Alice Clerbeaux
- 2015 : Inspecteur Lewis (Lewis) : Elizabeth Capstone
- 2015 : Valentine's Kiss : Sophie Whiteley
- 2017 : Safe House (en) : Sam Stenham
- 2017 - 2020 : Liar : la nuit du mensonge (Liar) : Katy Sutcliffe
- 2018 : Nightflyers : Joy D'Branin
- 2020 : Grantchester : Betsey Granger
- 2021 : The One : Kate Saunders
- 2025 : Héritage : Georgia Wright

#### Téléfilms
- 2003 : The Private Life of Samuel Pepys d'Oliver Parker : Jane
- 2006 : A Harlot's Progress de Justin Hardy : Mary Collins
- 2008 : The Curse of Steptoe de Michael Samuels : Sheila Steafel
- 2010 : Reunited de Simon Delaney : Hannah